# VeriChip
Verichip foi um chip RFID produzido pela PositiveID, uma subsidiária da Applied Digital Solutions, usado para identificação e localização por rádio-frequência a curto alcance. As empresas fornecedoras iriam promover algumas vantagens, uma delas seria: no hospital, bastaria ler seu chip e tem acesso rápido a sua ficha medica. Sua fabricação e comercialização foram interrompidas em 2010, após quedas nas ações da empresa e forte repressão por parte de religiosos e naturalistas.

## Utilização
Este chip era utilizado para tratamento médico. Ele armazena informações médicas sobre o portador do dispositivo, como o grupo sanguíneo, alergias ou doenças crônicas, além de fornecer o histórico de medicamentos do paciente.
De acordo com Wired News online  e Associated Press, nos últimos dez anos, pesquisas encontraram relação entre o uso dos chips e o desenvolvimento de câncer. Quando camundongos e ratos receberam por injeção transponders RFID encapsulados em vidro iguais aos fabricados pela VeriChip, 15 a 10% deles desenvolveram carcinomas malignos de rápido crescimento e letais nos lugares onde o chip foi aplicado ou migrou.  No entanto, a taxa de 10% foi obtida com camundongos hemizigotos, com deficiência da proteína p53; a contraparte dos humanos com a Síndrome de Li-Fraumeni, taxas próximas a 1% foram mais frequentes. A VeriChip corporation respondeu a essa pesquisa, afirmando que os dados dos roedores fornecidos ao FDA não refletiam o efeito dos chips em humanos ou animais de estimação, o que causou uma queda de 40% em suas ações.  Cães são mais resistentes à formação de tecido tumoral maligno em resposta a inserção de um corpo estranho. Indução de sarcomas por corpos estranhos já foi observada em humanos, e foi descrita como análoga aos sarcomas associados a corpos estranhos em roedores e são bastante infrequentes.

### Implantes humanos
Implantes de chips RFID usados em animais agora estão sendo usados em humanos também. Uma experiência feita com implantes de RFID foi conduzida pelo professor britânico de cibernética Kevin Warwick, que implantou um chip no seu braço em 1998. A empresa Applied Digital Solutions propôs seus chips "formato único para debaixo da pele" como uma solução para identificar fraude, segurança em acesso a determinados locais, computadores, banco de dados de medicamento, iniciativas anti-sequestro, entre outros. Combinado com sensores para monitorizar as funções do corpo, o dispositivo Digital Angel poderia monitorizar pacientes. O Baja Beach Club, uma casa noturna em Barcelona e em Roterdã usa chips implantados em alguns dos seus frequentadores para identificar os VIPs.
Em 2004 um escritório de uma firma mexicana implantou 18 chips em alguns de seus funcionários para controlar o acesso a sala de banco de dados.
Recentemente, a Applied Digital Solutions anunciou o VeriPay, chip com o mesmo propósito do Speedpass, com a diferença de que ele é implantado sob a pele. Nesse caso, quando alguém for a uma caixa electrónica, bastará fornecer sua senha bancária e um scanner varrerá seu corpo para captar os sinais de RD que transmitem os dados de seu cartão de crédito.
Especialistas em segurança estão alertando contra o uso de RFID para autenticação de pessoas devido ao risco de roubo de identidade. Seria possível, por exemplo, alguém roubar a identidade de uma pessoa em tempo real. Devido a alto custo, seria praticamente impossível se proteger contra esses ataques, pois seriam necessários protocolos muito complexos para saber a distância do chip.

## Opinião pública

### Cristianismo
Segundo religiosos, o chip seria associado à Marca da Besta e ao fim do mundo.

## Especificações
O biochip era revestido por um vidro clínico biocompatível. Era um dispositivo passivo, ou seja, não precisa de bateria e é completamente inerte até que se aproxime do leitor NFC.
O seu tamanho era de aproximadamente 2mm x 2mm x 12 mm.

## Biochips nos dias atuais
Existem no mercado, hoje em dia, alguns biochips semelhantes ao Verichip. Existem, por exemplo, os modelos da Dangerous Things e os da Torchlit Studios.